# Minister-Stüve-Straße 14

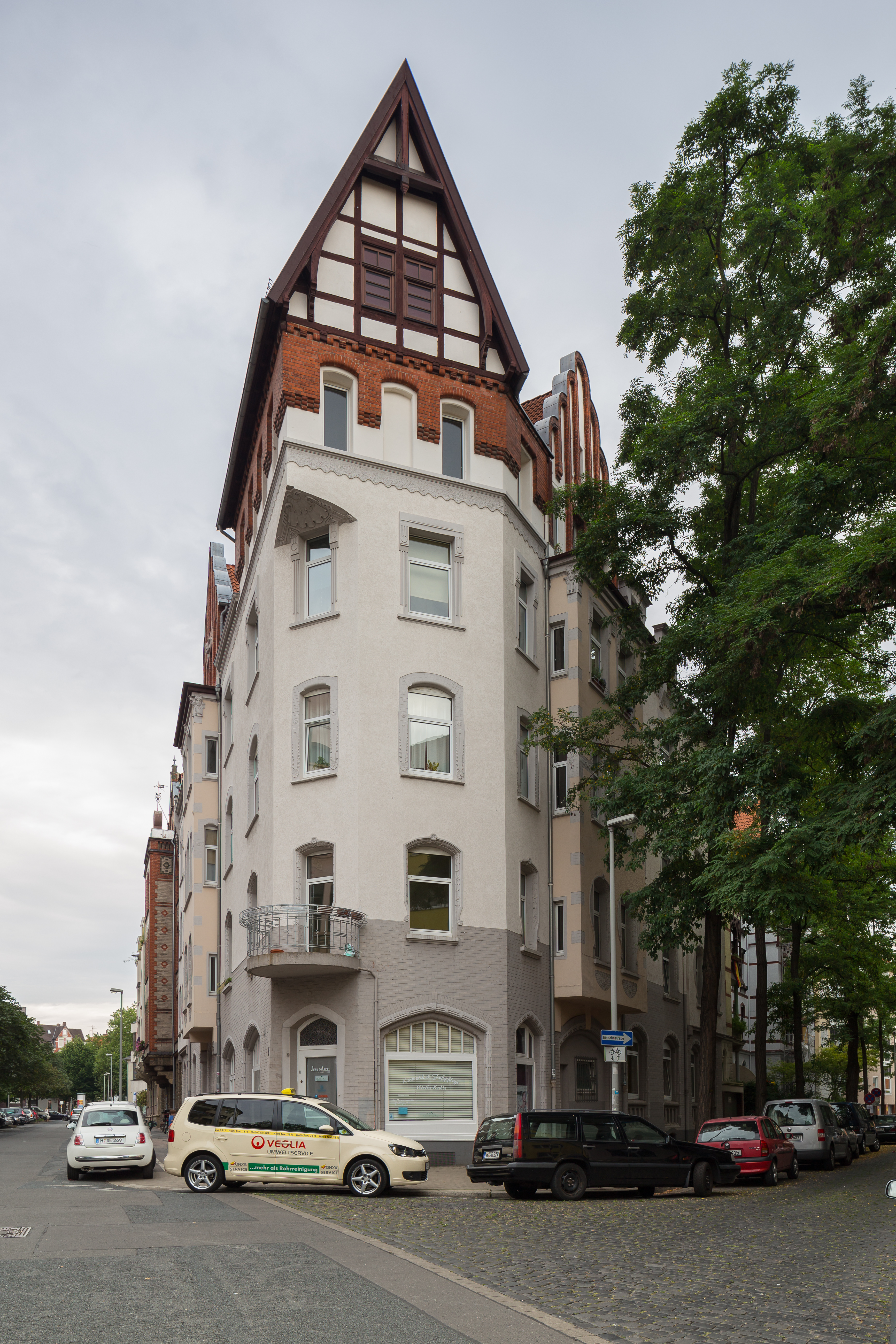
Das Eckgebäude Minister-Stüve-Straße 14 mit ehemaligen Ladenlokal an der Ecke Jacobsstraße

Das Gebäude Minister-Stüve-Straße 14 in Hannover ist ein denkmalgeschütztes Wohnhaus mit Ladengeschäft im Erdgeschoss, das zur Zeit des Deutschen Kaiserreichs nach Plänen der Architektengemeinschaft „Marquard & Michaelis“ errichtet wurde. Standort des Eckgebäudes an der Jacobsstraße ist der heutige hannoversche Stadtteil Linden-Mitte.

## Geschichte und Beschreibung
Das Gebäude entstand, ebenso wie die Gebäude mit den heutigen Hausnummern 16 und 18, in den ersten fünf Jahren nach der Anlage der Minister-Stüve-Straße. Diesen Häusern gemeinsam ist die Ausstattung mit Erkern und Balkonen, eine abwechslungsreich gestaltete Dachgliederung, eine jeweils sehr eigene Kombination unterschiedlicher Materialien an der Fassade und die zur Dekoration mit vom Jugendstil angeregten Elementen. In Unterscheidung zu den etwa zeitgleich entstandenen umliegenden Gebäuden versuchte die Architektengemeinschaft Marquard & Michaelis, „durch die Übernahme von Motiven des Landhausstils die großflächigen Miethausfassaden und die Ecksituation interessant zu gestalten“.
Jahre nach dem Bau erschien 1908 in der Baugewerks-Zeitung eine Grundriss-Zeichnung, in der beispielhaft eine für das mittlere Bürgertum gestaltete Etage dargestellt wurde: Zwei Wohnungen mit einer beinahe durchgehenden Zimmerflucht vom Salon, dem davon abgehenden Wohnzimmer und der Durchgang zum „Zimmer des Herrn“. Die Damen der jeweiligen „Hausherrn“ wurden in den Plänen erst gar nicht erwähnt; ihnen war offenbar wie selbstverständlich die am Ende der zur Hofseite liegenden, langgestreckten Flure die separat zu betretenden Küchen mit eigener Speisekammer zugedacht und die davor liegenden Schlafzimmer. Aus heutiger Sicht fällt auf, dass die Wohnungen kein eigenes Kinderzimmer auswiesen; die Kinder dieser für den gehobenen Mittelstand gebauten Wohnungen mussten offensichtlich ebenfalls im Schlafzimmer des Hausherrn nächtigen, durften tagsüber wohl im Wohnzimmer spielen.
Die Wohnungen in der Minister-Stüve-Straße 14 waren von Anfang an mit eigenen Badezimmern und innenliegenden Toiletten ausgestattet – anders als die weiter entfernt liegenden einfachen Behausungen für die meisten Lindener aus der Arbeiterklasse: Für sie wurden erst Jahrzehnte später, nach der Eingemeindung der ehemals selbständigen Industriestadt Linden nach Hannover 1927 zur Zeit der Weimarer Republik, die „Städtischen Bäder“ am Küchengartenplatz (siehe: Theater am Küchengarten) errichtet.
Während der Zeit des Nationalsozialismus hat das Eckgebäude die Luftangriffe auf Hannover nahezu schadlos überstanden. Unmittelbar schräg gegenüber, in der Jacobsstraße 10, organisierte der spätere Vorsitzende Kurt Schumacher in dem nach ihm benannten Büro Dr. Schumacher schon ab 1945 die Wiedererrichtung der SPD für die erst später gegründete demokratische Bundesrepublik Deutschland.